# Rollermobil

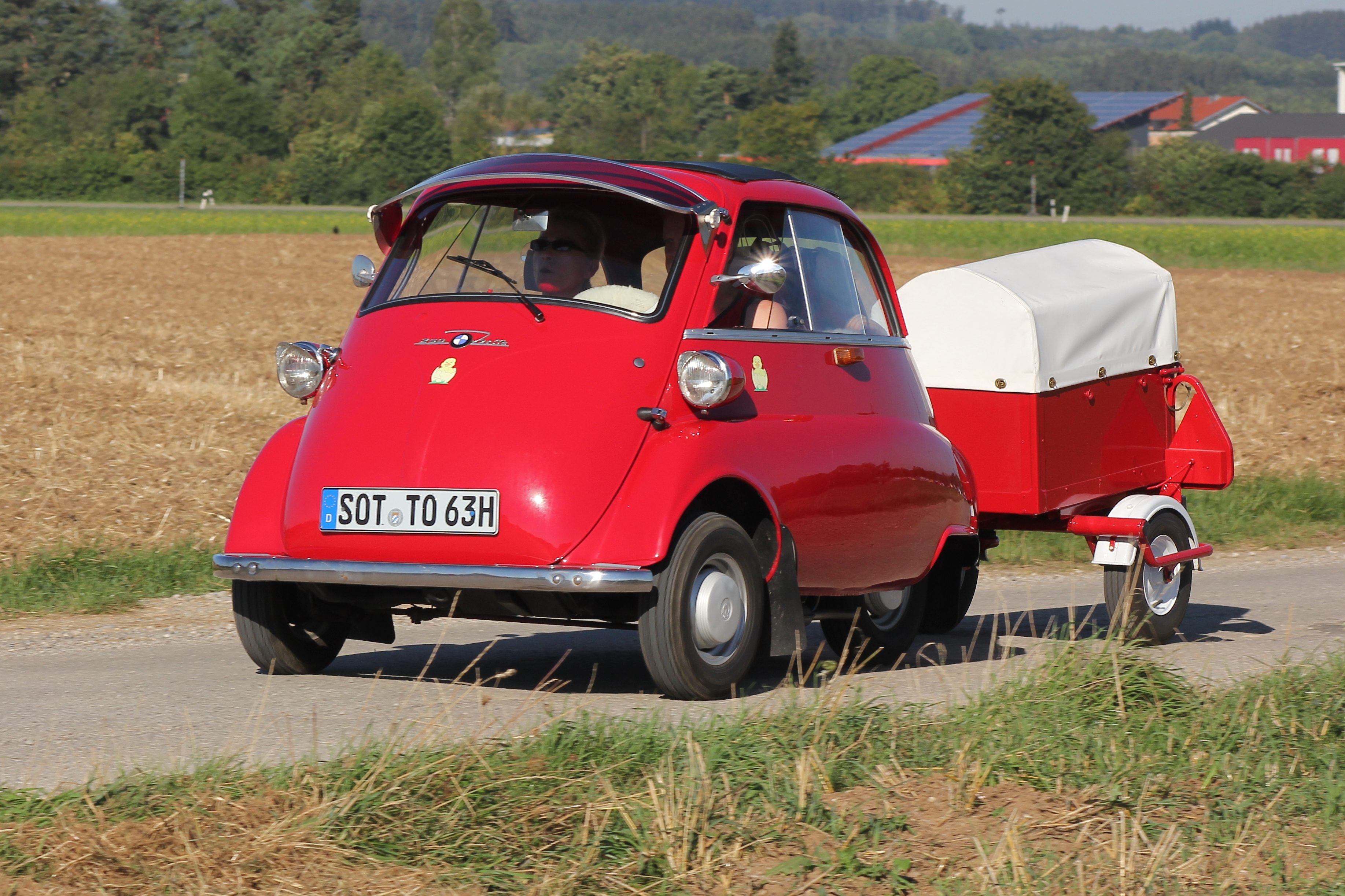
BMW Isetta

Ein Rollermobil oder Kabinenroller ist ein Kleinstwagen oder Leichtfahrzeug aus den ersten Jahren nach dem Zweiten Weltkrieg, als diese Fahrzeuge als preisgünstige Alternative zum vollwertigen Pkw entstanden. Sie basieren teilweise auf Motorrad- bzw. Motorroller-Technik. Zu ihrer Zeit wurden diese Fahrzeuge meist einfach als Kleinwagen bezeichnet, dieser Begriff bezeichnet heute jedoch eine größere Fahrzeugklasse.

## Geschichte
Die Bezeichnung Rollermobil entstand in den ersten Jahren nach dem Zweiten Weltkrieg in Westdeutschland für sehr kleine Automobile. Herkömmliche Pkw waren nur für wenige erschwinglich. Es entstand daher der Bedarf nach einer preisgünstigen Alternative zum Pkw. Die daraufhin entwickelten Fahrzeuge nahmen wegen der geringen Größe und einfachen Konzeption vor allem zu Beginn zum Teil ganz eigenwillige Formen an. 
Motorisiert waren die Rollermobile meist mit luftgekühlten Einzylinder-Zweitaktmotoren aus dem Motorradbau, manchmal auch mit Zweizylindermotoren. Bei dreirädrigen Rollermobilen wurde fast immer das einzelne Hinterrad über eine Kette angetrieben. Mit einem Hubraum bis 250 Kubikzentimeter durften sie mit der damaligen Fahrerlaubnis der Klasse 4 ohne praktische Fahrprüfung gefahren werden. Es gab aber auch sehr kleine und leichte Rollermobile mit Motorrollermotoren mit noch kleineren Hubräumen. Die kleinsten Mobile wurden auch Mopedauto genannt. Die Brütsch Mopetta hatte einen daran angelehnten Modellnamen.
Eines der bekanntesten Rollermobile ist der Messerschmitt Kabinenroller, der diese Automobilbauart über die Grenzen von Westdeutschland hinaus bekannt machte. In der zentral gelenkten Wirtschaft der DDR erachtete man die Rollermobile als unzweckmäßig und forcierte daher von Anfang an die Entwicklung eines kleinen Pkw zur Motorisierung breiterer Kreise, die nach langjähriger Entwicklungszeit schließlich im Trabant mündete, der 1958 erschien. Als Rollermobil wurde in der DDR dennoch von 1961 bis 1991 das Krankenfahrzeug Piccolo DUO gebaut.
Ebenfalls ein sehr bekanntes Rollermobil ist die ursprünglich von dem Mailänder Hersteller Iso Rivolta entwickelte Isetta, die außer von BMW in Deutschland auch in Frankreich, Spanien, Großbritannien und Argentinien in Lizenz hergestellt wurde. Parallel kam es durch Weiterentwicklung dieser Vorlage zur Heinkel Kabine und zur Auto-Kabine 250 der Hoffmann-Werke. Dreirädrige Fahrzeuge (nicht nur Rollermobile) waren lange Zeit vor allem in Großbritannien populär, da sie gering (wie ein Motorrad) besteuert wurden und mit Motorradführerschein gefahren werden konnten. Einige dieser Bubble cars (Blasen-Autos) wurden auch in Großbritannien entwickelt und gebaut.
Auch in Spanien entstanden eine Reihe von Eigenentwicklungen. Ein weiteres Land, in dem Rollermobile weit verbreitet waren und sich wegen der sehr hohen Besteuerung vierrädriger Pkw in den 1950er und 1960er Jahren zudem noch besonders lange halten konnten, war Griechenland. Hier wurden verschiedene Fahrzeuge dieser Art meist als Dreirad gebaut, wobei die bekanntesten die Alta 200 und Attica 200 sein dürften, die beide auf einer Lizenz des Fuldamobils basierten.
Mit dem dreirädrigen italienischen Piaggio Ape, der in seinem Heimatland seit Jahrzehnten zum Straßenbild gehört und in geringerer Stückzahl auch in den Export gelangte, wird auch heute noch ein solches Fahrzeug hergestellt.
Den früheren Rollermobilen ähnlich sind die heute noch in Süd- und Südostasien verbreiteten Autorikschas oder Tuk-Tuks, da sie ähnlich wie der Piaggio Ape auf Motorrad- und Motorroller-Technik basieren.
Durch die geringen Abmessungen der Rollermobile, die keine Knautschzone zuließen, waren die Insassen in diesen Fahrzeugen bei Unfällen einer größeren Verletzungsgefahr ausgesetzt als in einem Pkw.

## Historische Rollermobile
Bekannte historische Rollermobile und Kabinenroller sowie Nachkriegskleinwagen sind:
Deutschland
- Fend Flitzer (1948–1951)
- Fuldamobil (1950–1969)
- Messerschmitt Kabinenroller (1953–1961)
- BMW Isetta (1955–1962)
- Goggomobil (1955–1969)
- Heinkel Kabine (1956–1958)
- Brütsch Mopetta (1956–1958)
- Zündapp Janus (1957–1958)
- Duo (DDR; 1961–1991)
- Steinwinter 250 L („FiGo“), ein Fiat 126 mit Goggomotor (kam erst später auf den Markt)

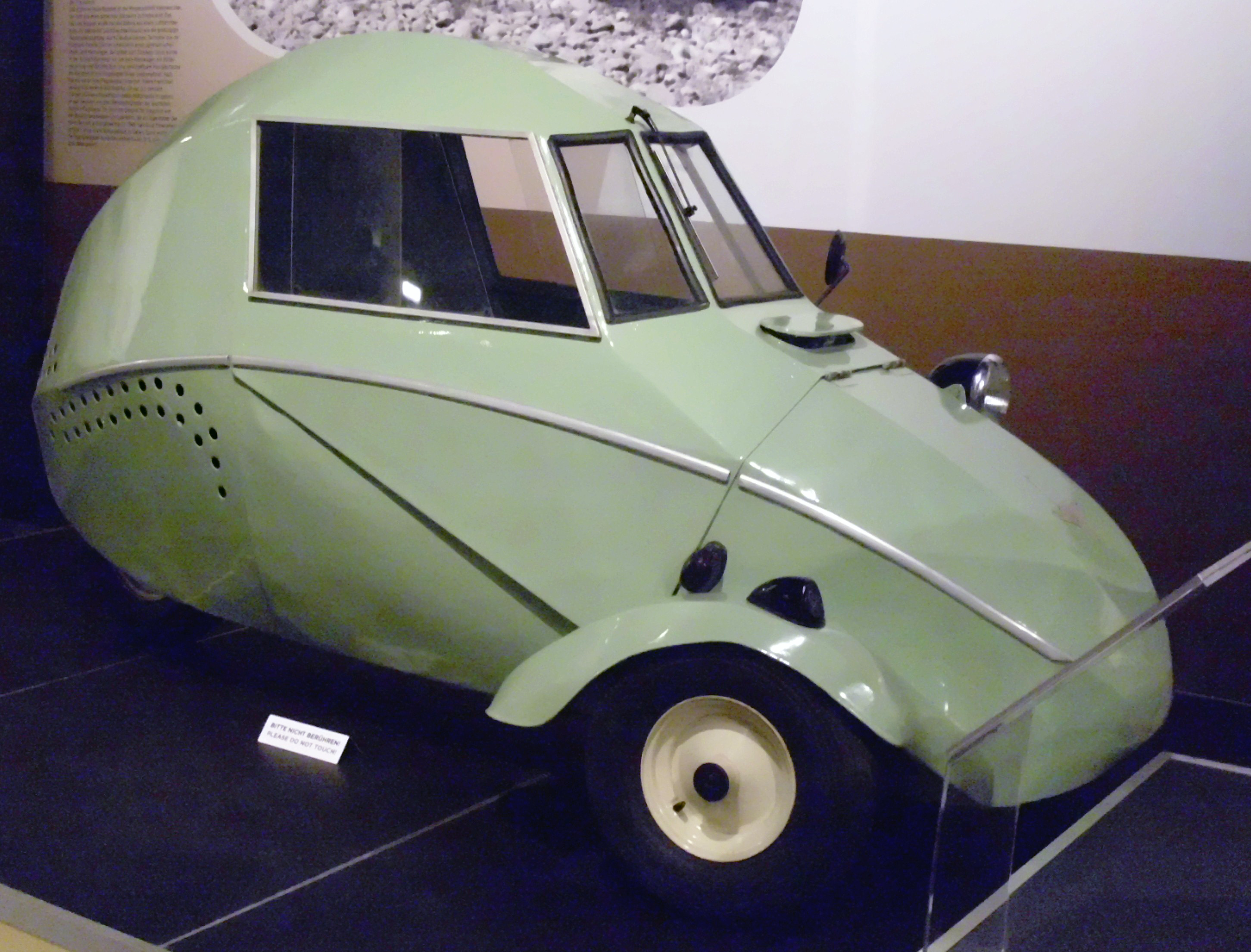
Fend Flitzer
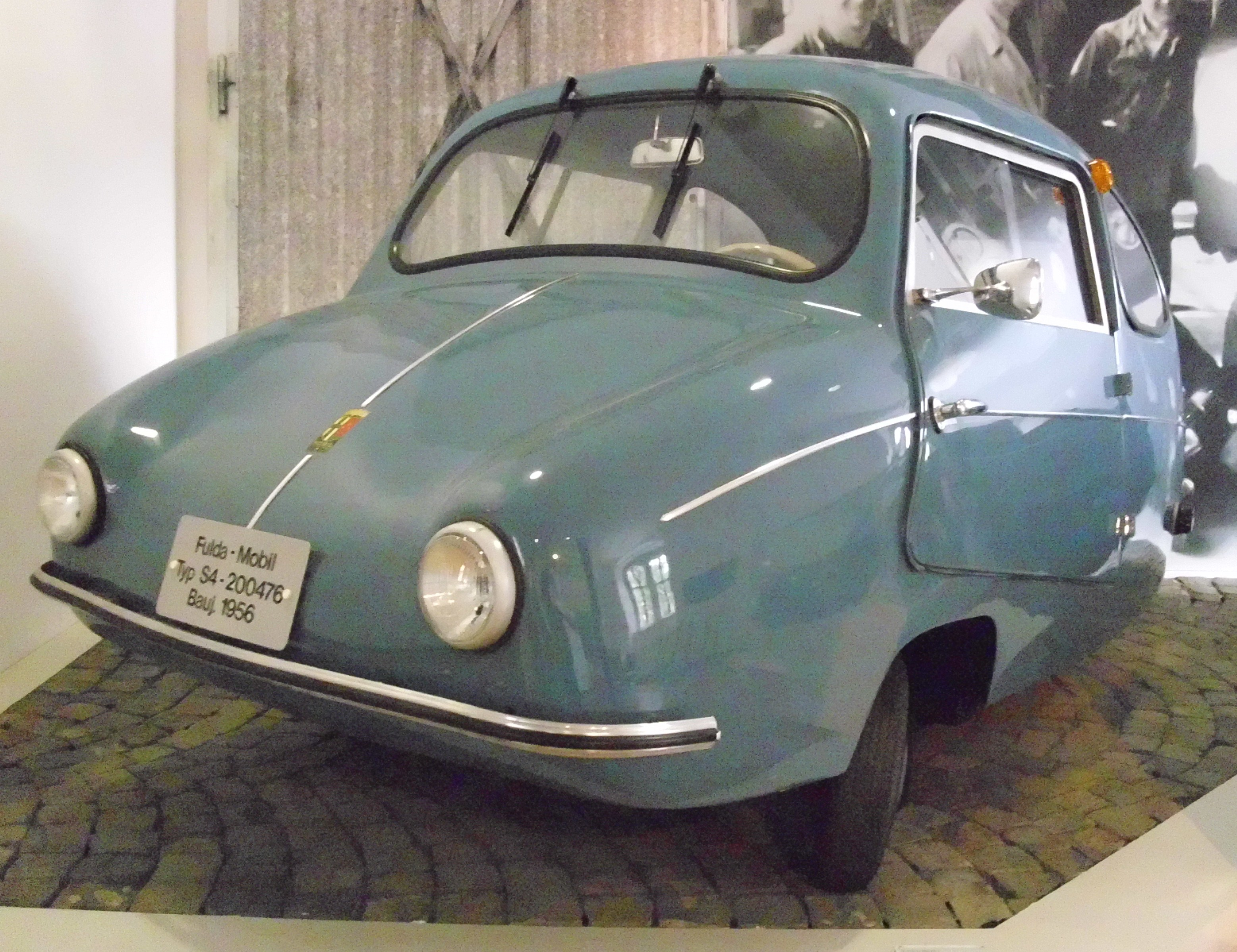
Fuldamobil
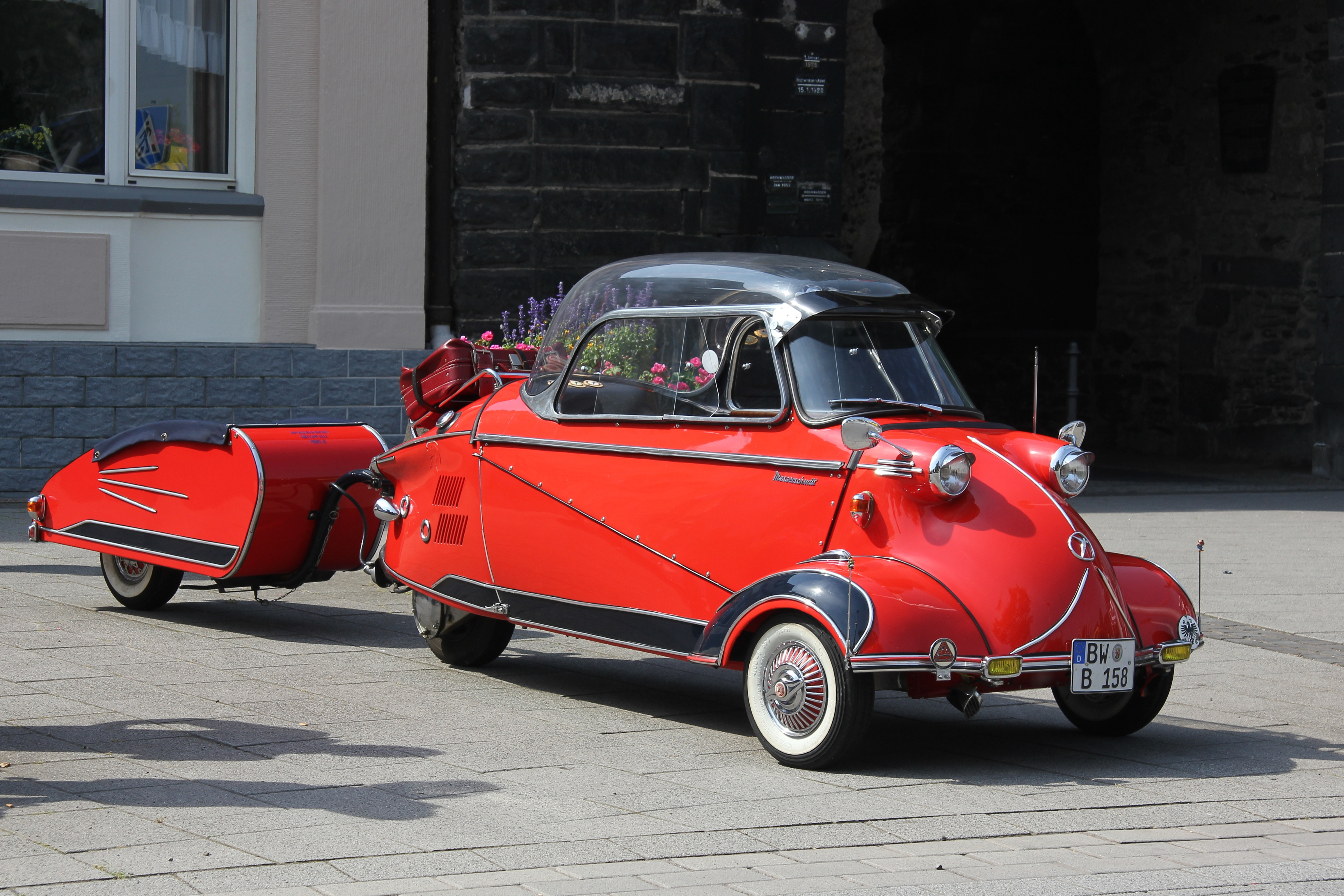
Messerschmitt KR 200
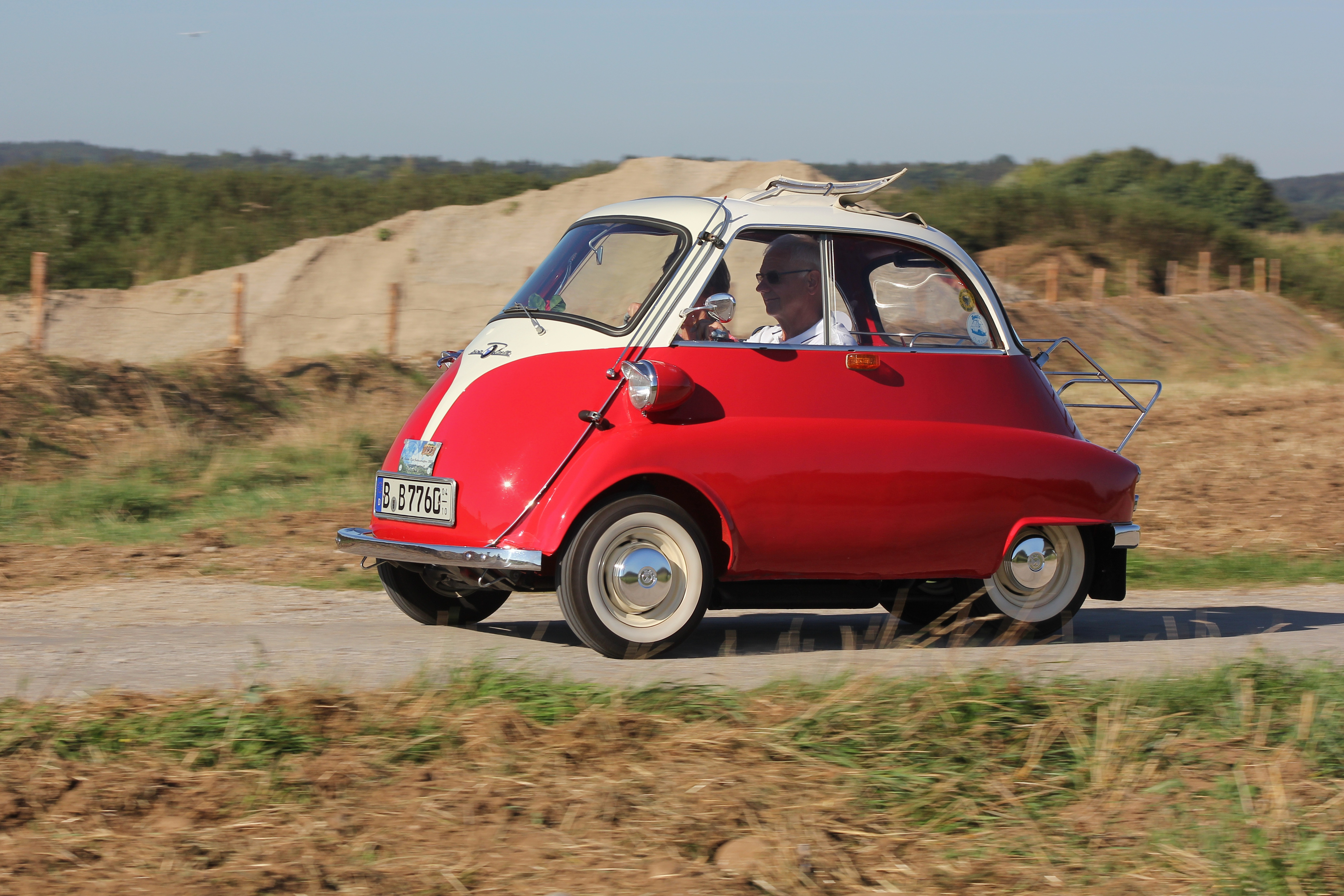
BMW Isetta
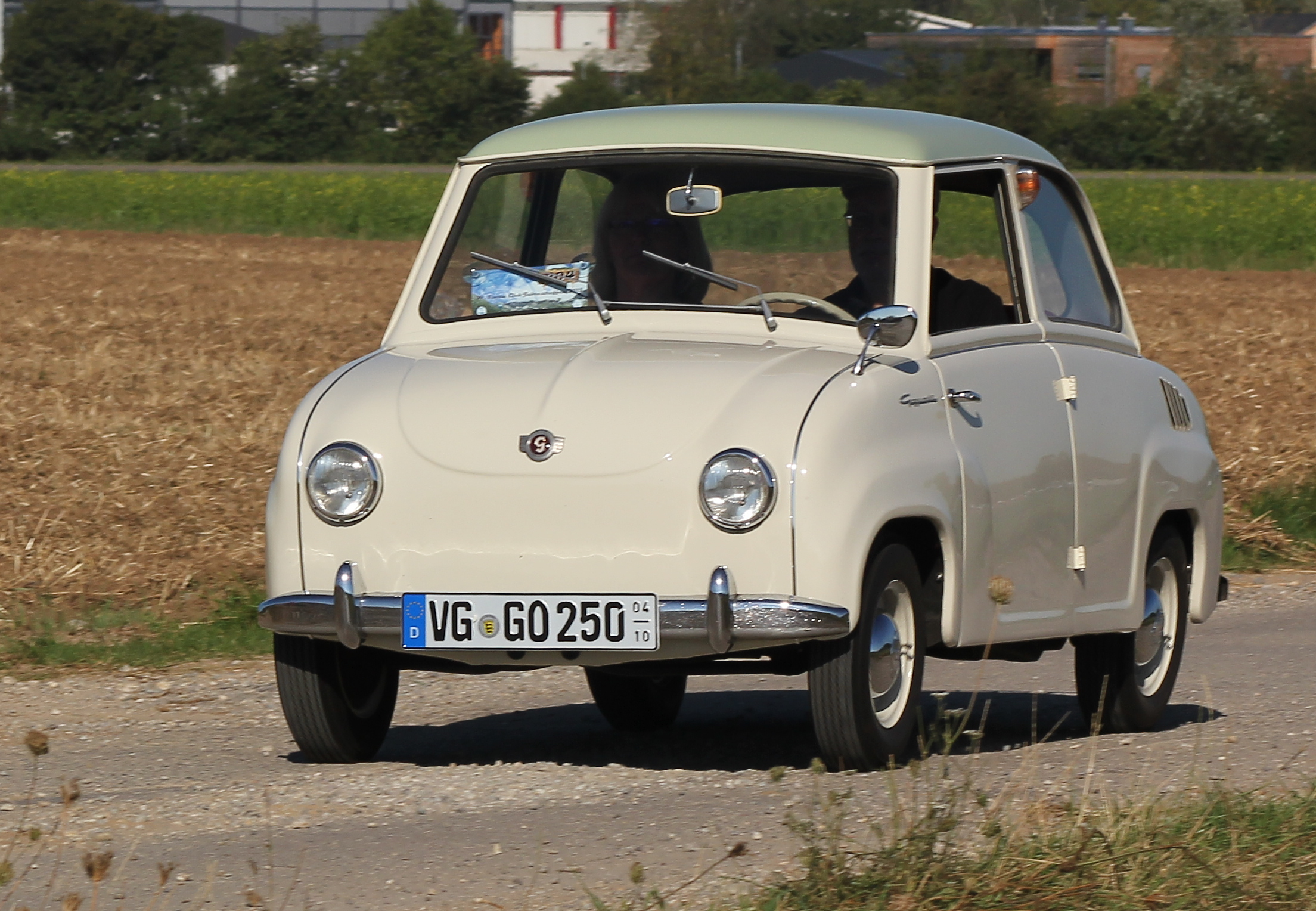
Goggomobil
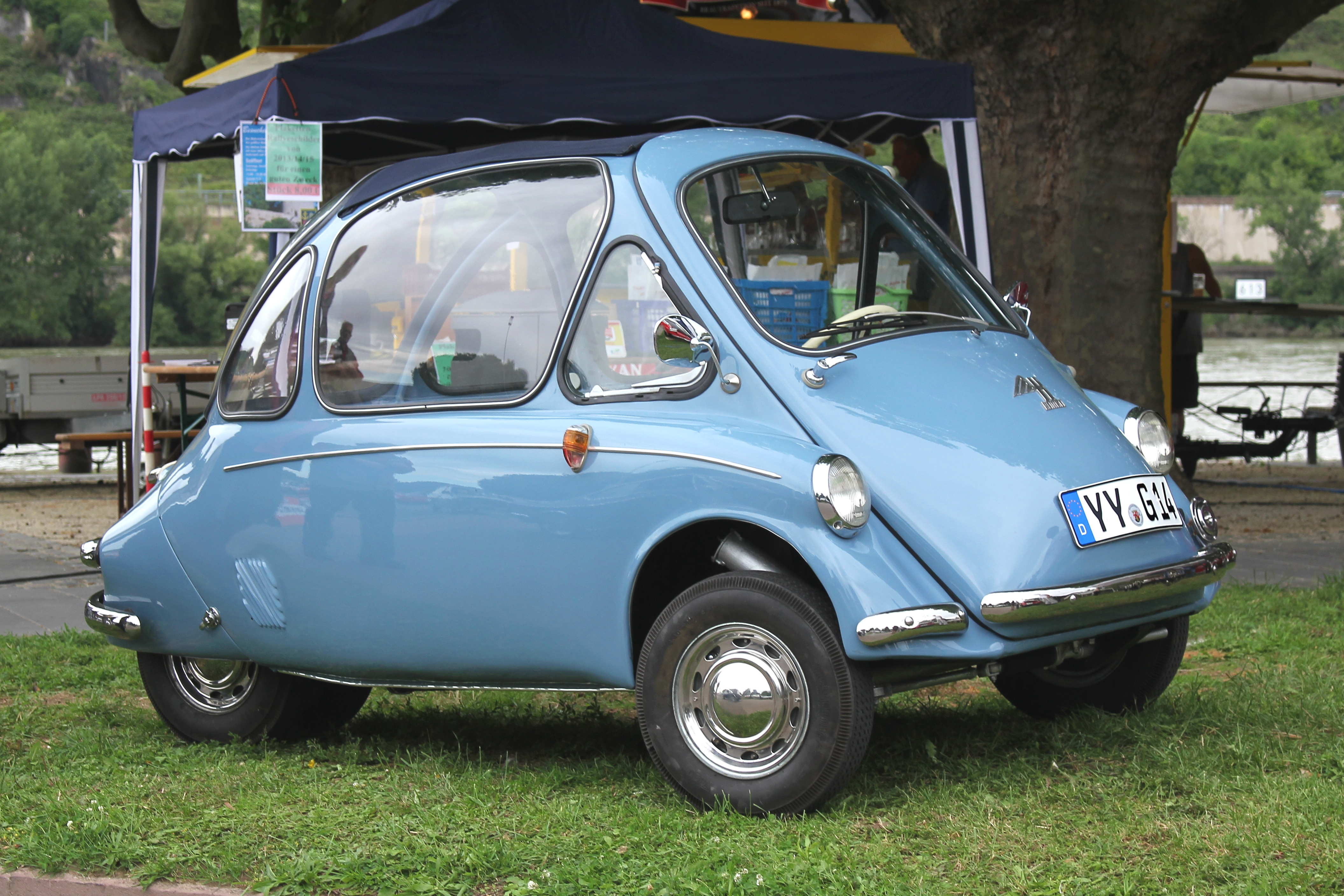
Heinkel Kabine
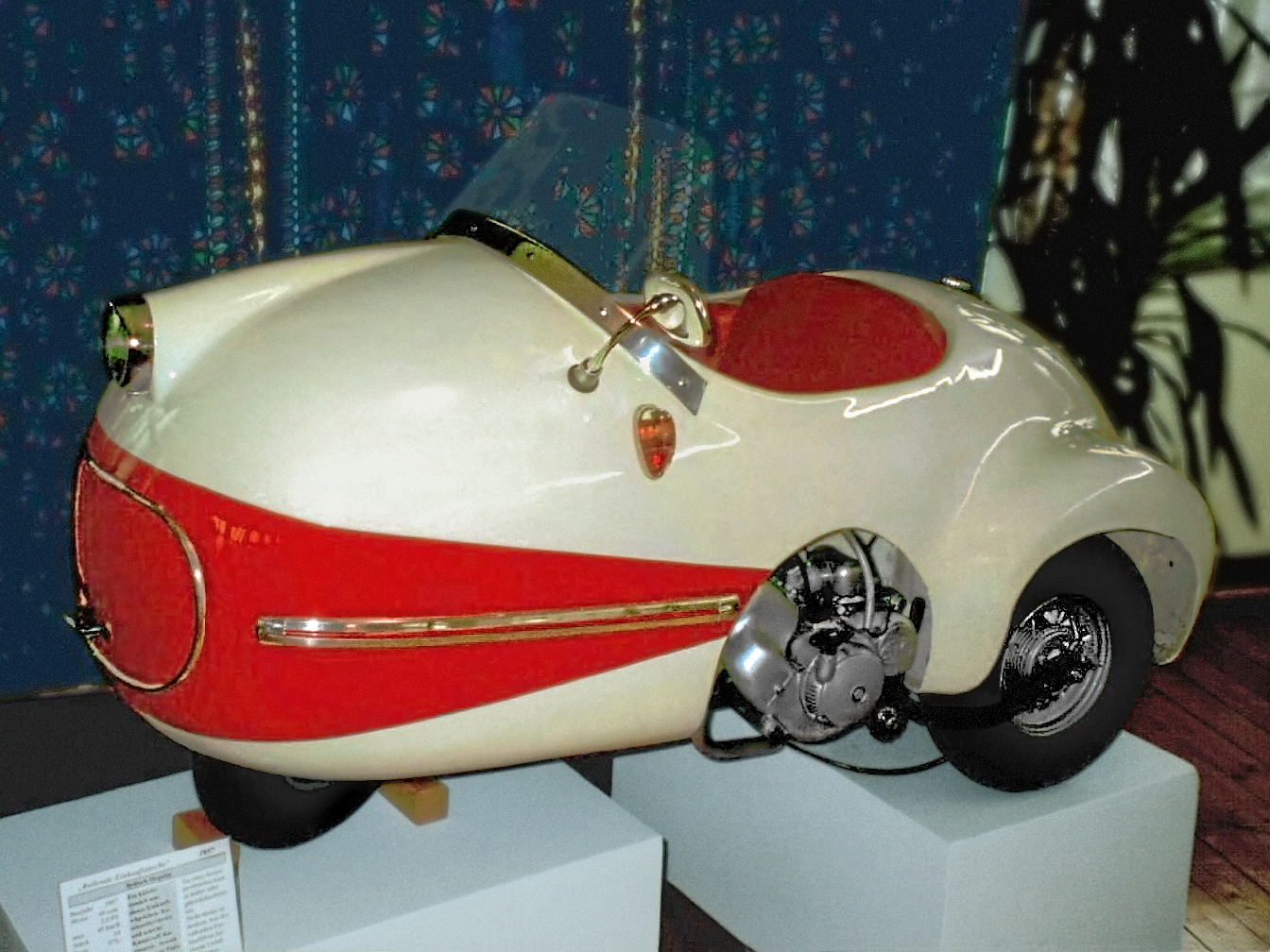
Brütsch Mopetta
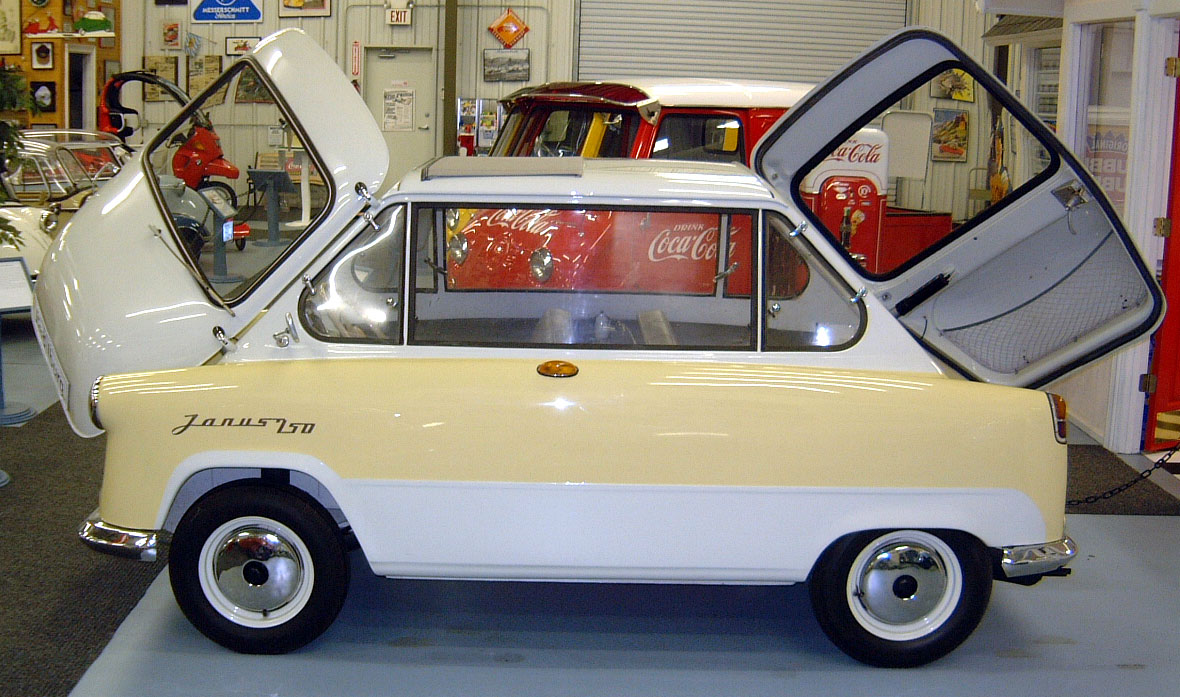
Zündapp Janus

Großbritannien
- Peel P50 (1961–1963)
- Peel Trident (ab 1964)

Italien
- Piaggio Ape (seit 1947)
- Vespa 400 (1957–1961)

Spanien
- Biscúter (1953–1960)
- Delfín (1956–1958)

Tschechoslowakei
- Velorex (1950–1973)

USA
- Tri-Car (1955)

## Rollermobile im 21. Jahrhundert
Die Rollermobile der Nachkriegszeit wurden später beliebte Oldtimer. Zu den noch regelmäßig eingesetzten Rollermobilen gehören die dreirädrigen Autorikschas bzw. Tuk-Tuks aus Süd- und Südostasien sowie der dreirädrige Kleintransporter Piaggio Ape aus Italien, den es auch in einer vierrädrigen Version gibt (Ape Poker), jedoch in dieser Form kein Rollermobil im eigentlichen Sinne mehr ist.
An historische Vorlagen angelehnte Konzeptfahrzeuge sind der Loremo, der VW Nils, der Toyota i-Road, die Aptera 2 Series, der Torq EV und ein Threewheeler von Elio Motors. Weitere Modelle sind der Piaggio Ape (Italien/Indien) und der inzwischen nicht mehr hergestellte SAM (Schweiz/Polen). Auch der seit 2011 gebaute Renault Twizy greift das Fahrzeugkonzept wieder auf. 2016 wurde auf dem Genfer Auto-Salon als Prototyp das der BMW Isetta nachempfundene, elektrisch angetriebene Rollermodell Microlino vorgestellt. Im Jahr 2019 stellte Elektroroller Futura den Elektro-Kabinenroller „Futura 2“ vor.
Der leistungsstärkste Kabinenroller Ecomobile kam aus der Schweiz, wurde von einem BMW-Vierzylindermotor angetrieben und erreichte Höchstgeschwindigkeiten von über 200 km/h. Der Nachfolger Monoracer wird in Tschechien produziert. Es ist auch eine elektrisch angetriebene Variante verfügbar.
Der BMW C1 sollte ein Angebot für den urbanen Verkehr sein. Mit seiner Sicherheitsfahrgastzelle mit Gurt vereint er die Sicherheit eines Micro-PKWs mit dem Platzbedarf eines Scooters. Eine elektrisch angetriebene Variante kam über ein Konzeptstadium nicht hinaus. Die Produktion des C1 wurde nach 3 Jahren wieder eingestellt.
Weitere auch aktuell produzierte Modelle sind Carver und TWIKE.
Aktuelle Rollermobile

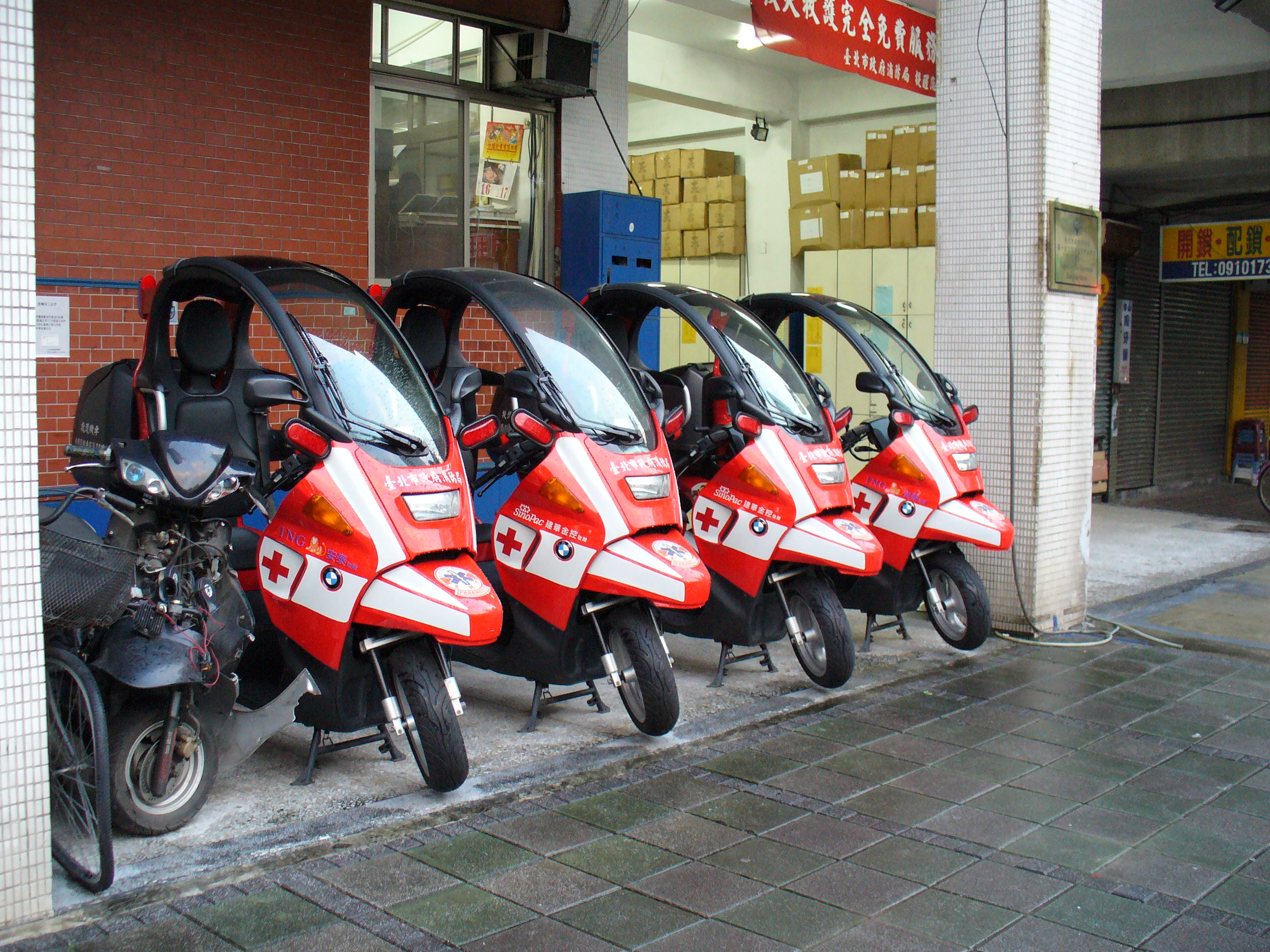
Kompaktes Parken mit BMW C1
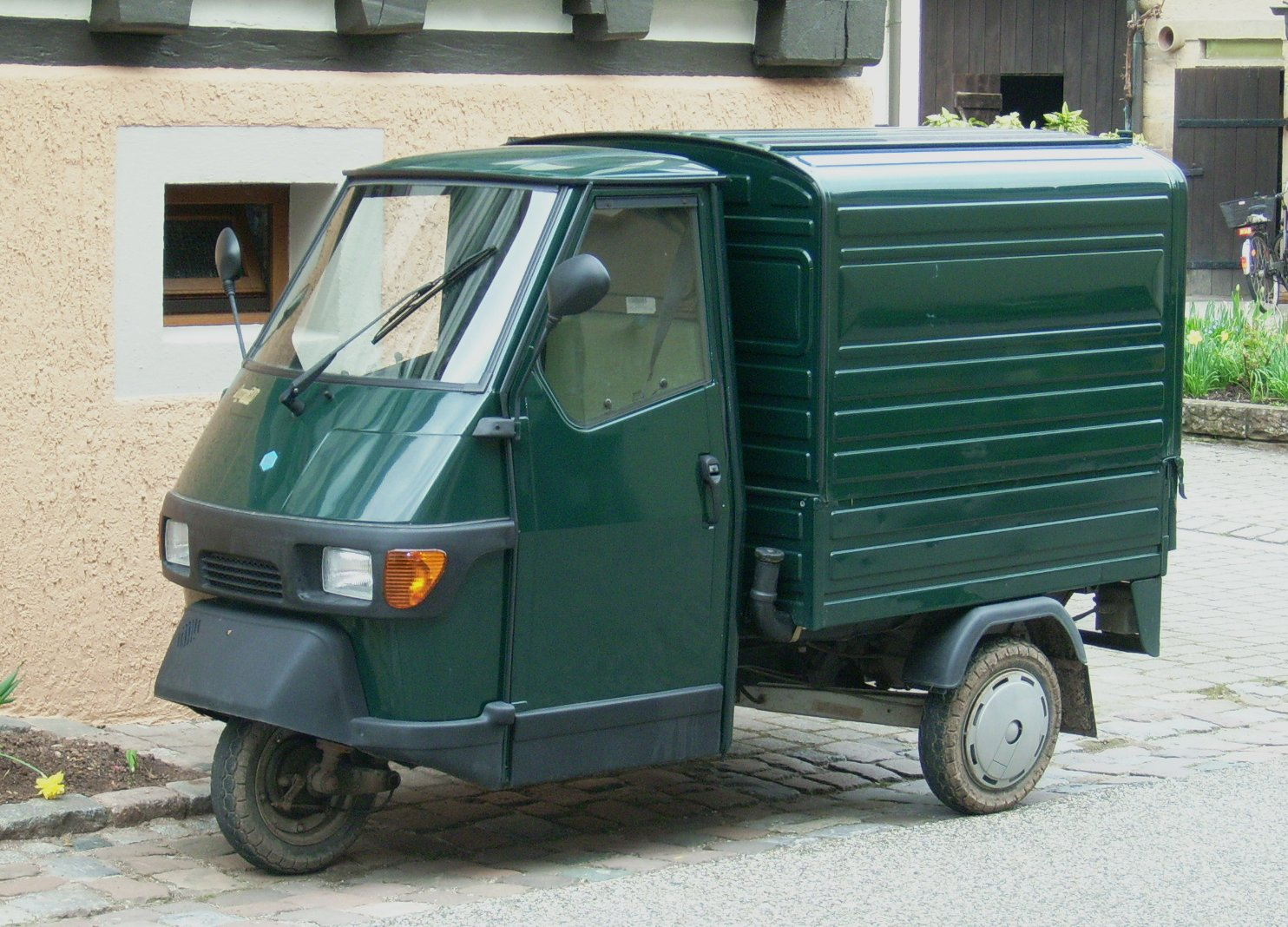
Piaggio Ape 50 – heute noch hergestelltes Rollermobil
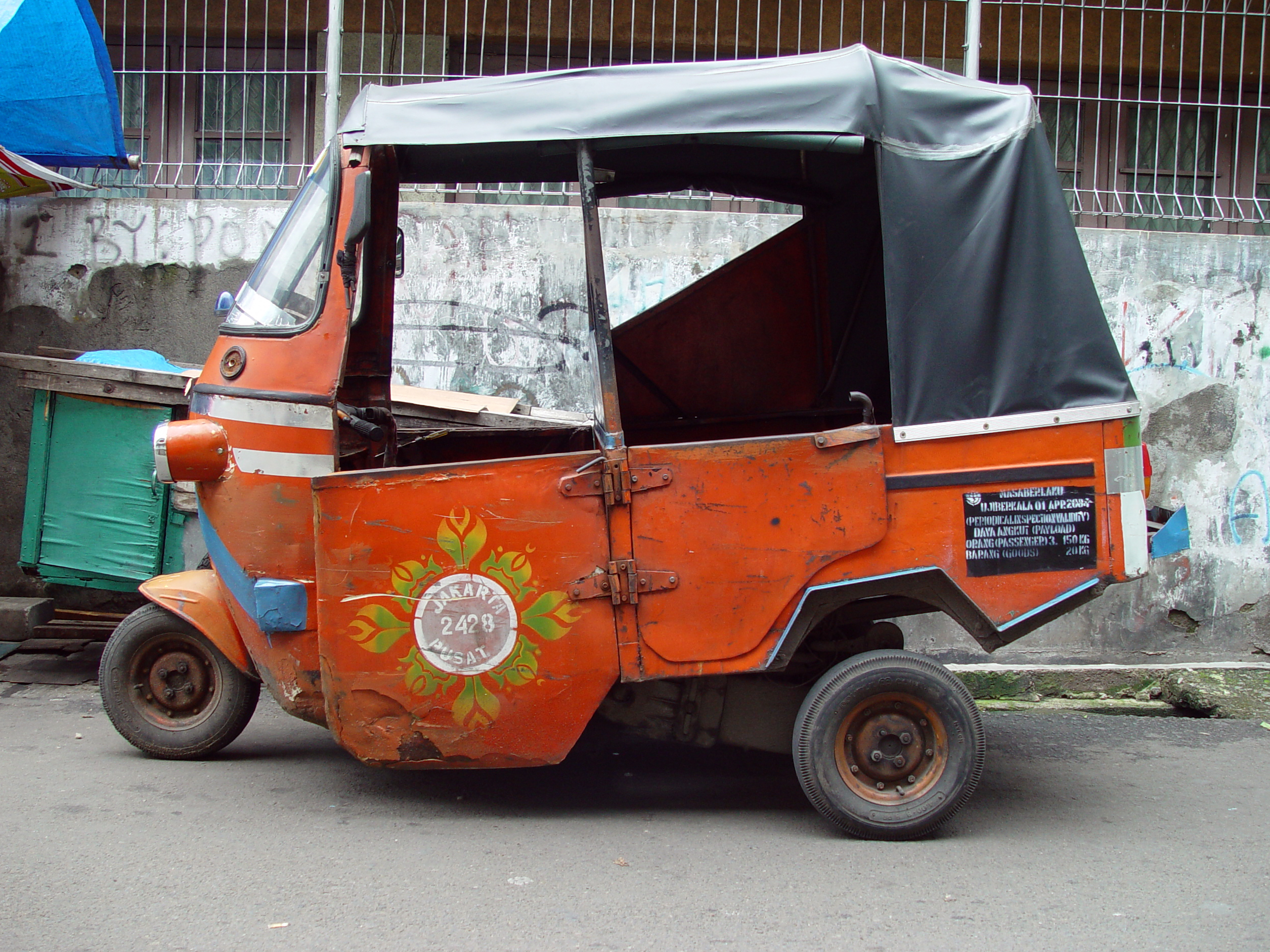
Autorikscha des indischen Herstellers Bajaj
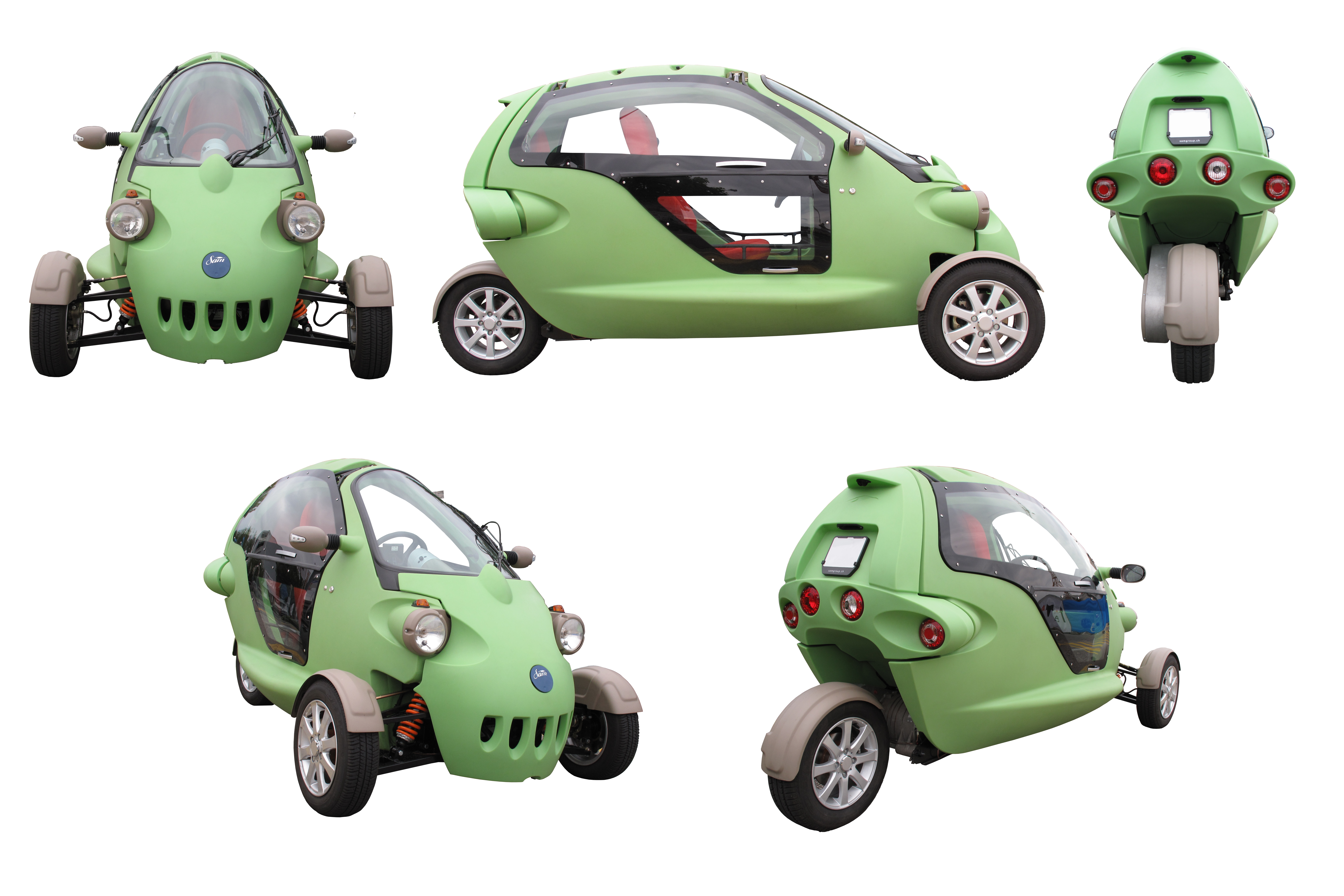
SAM Cree (1995 und 2009–2014)
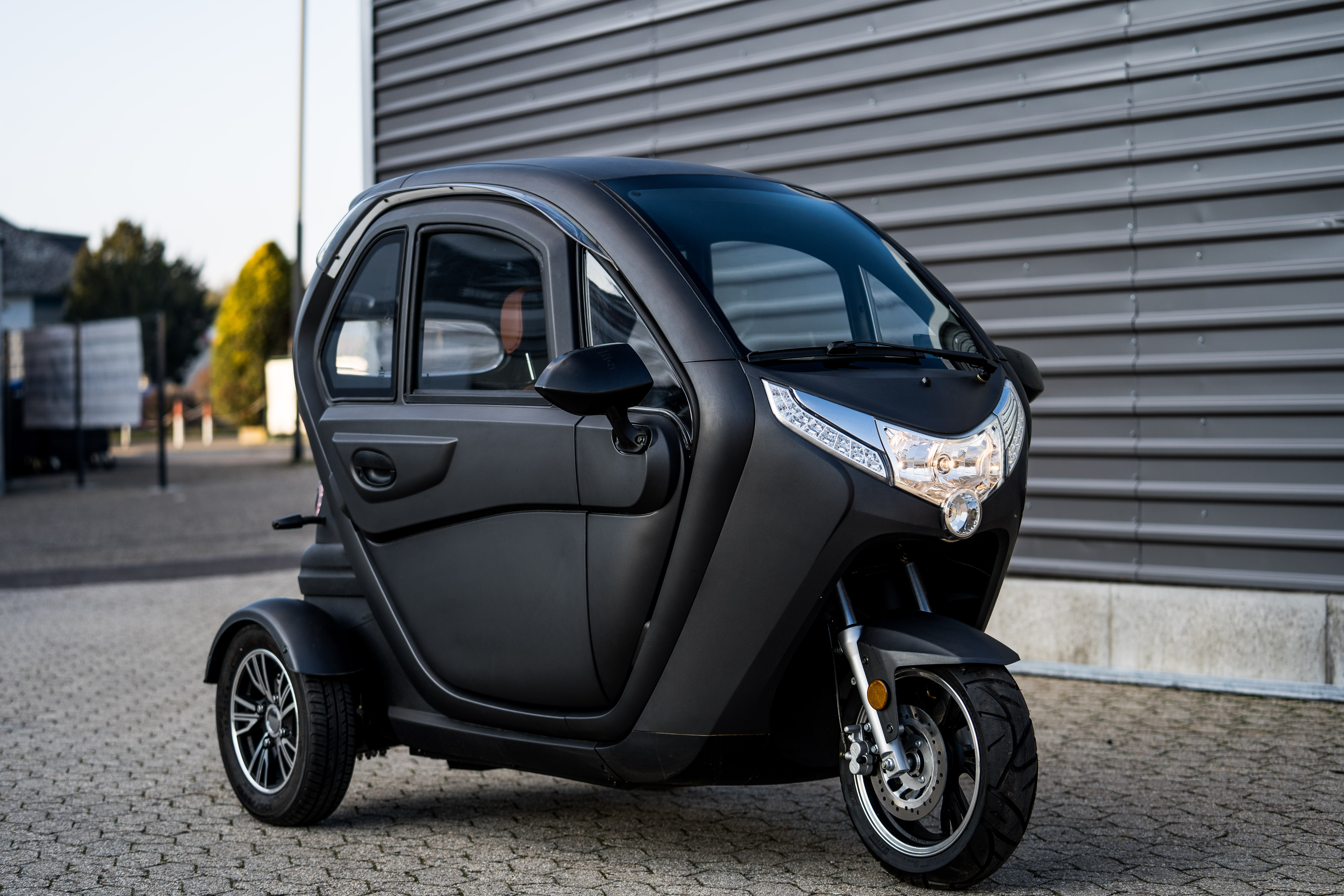
Elektro Kabinenroller „Futura 2“ der E-Scooter Marke „Elektroroller Futura“
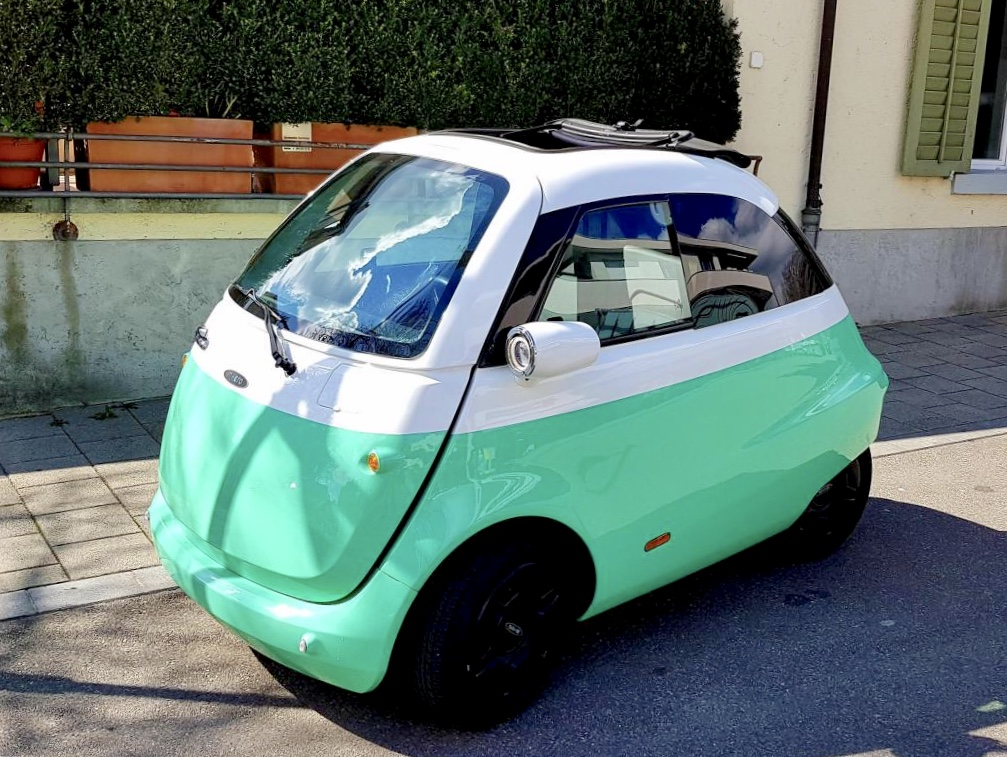
Microlino (2019 in Imola vor der Tazzari Verwaltung)
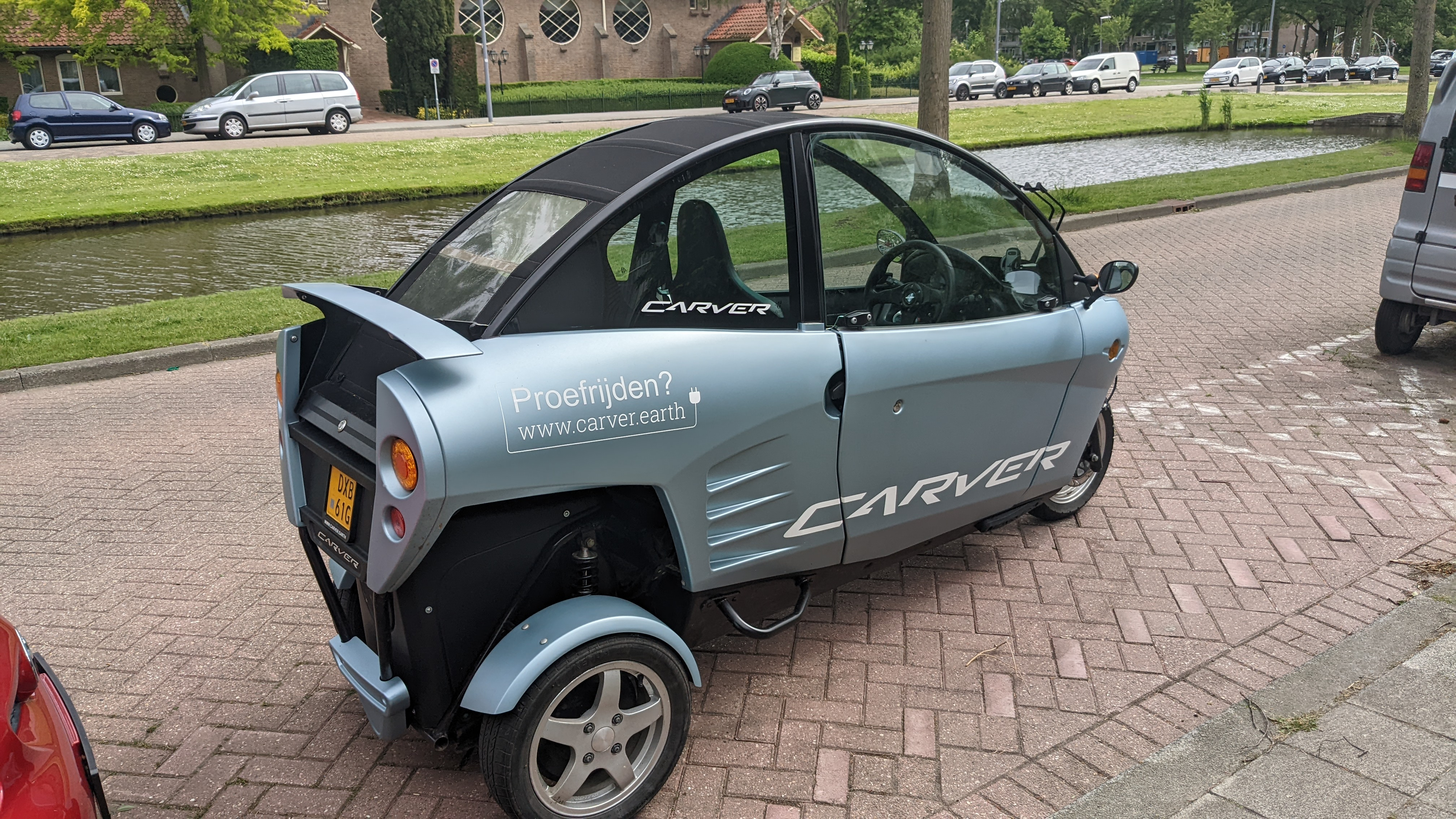
Carver Elektro-Kabinenroller mit Neigetechnik
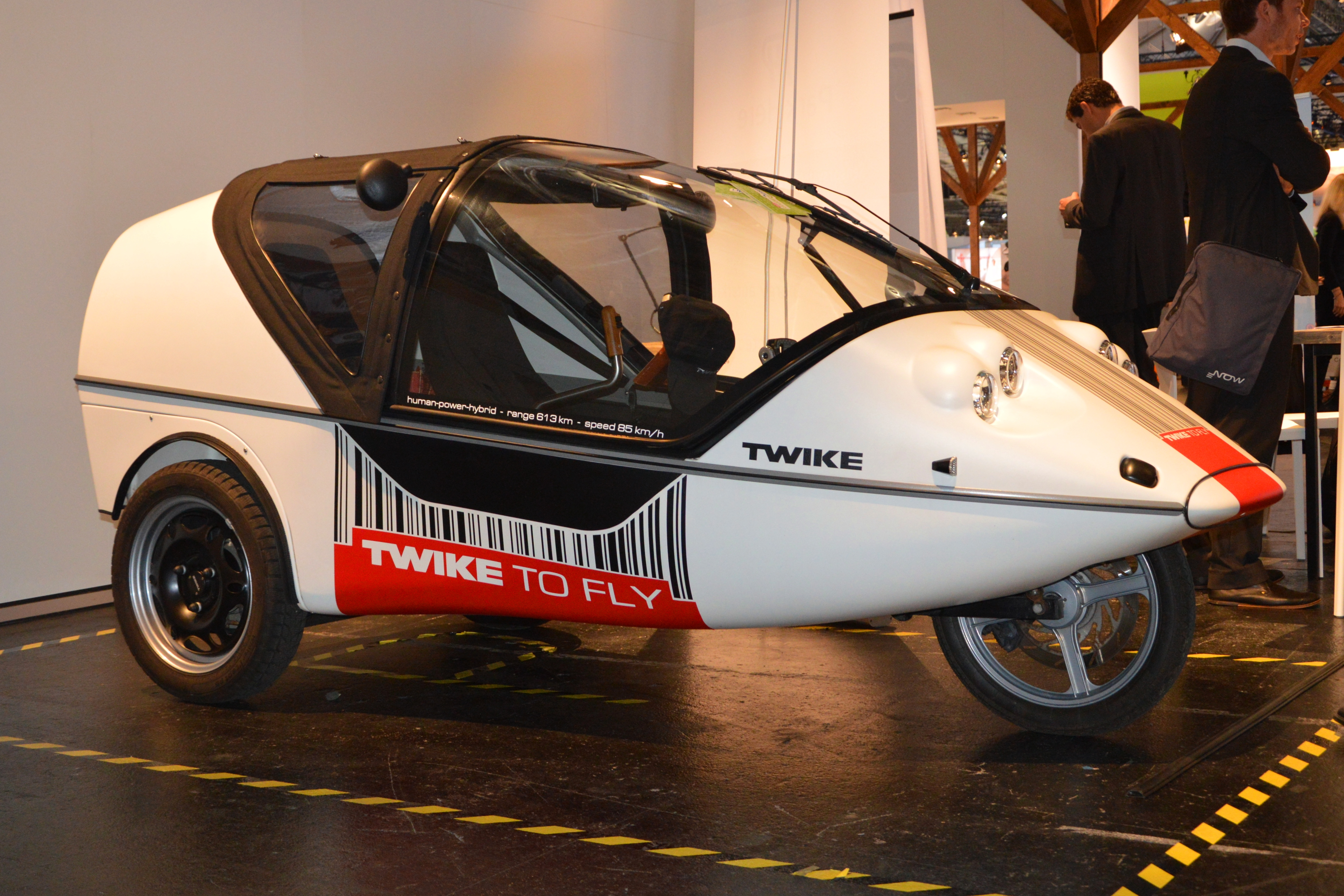
Seit 1986 gibt es verschiedene Generationen des Twike mit Hybridantrieb
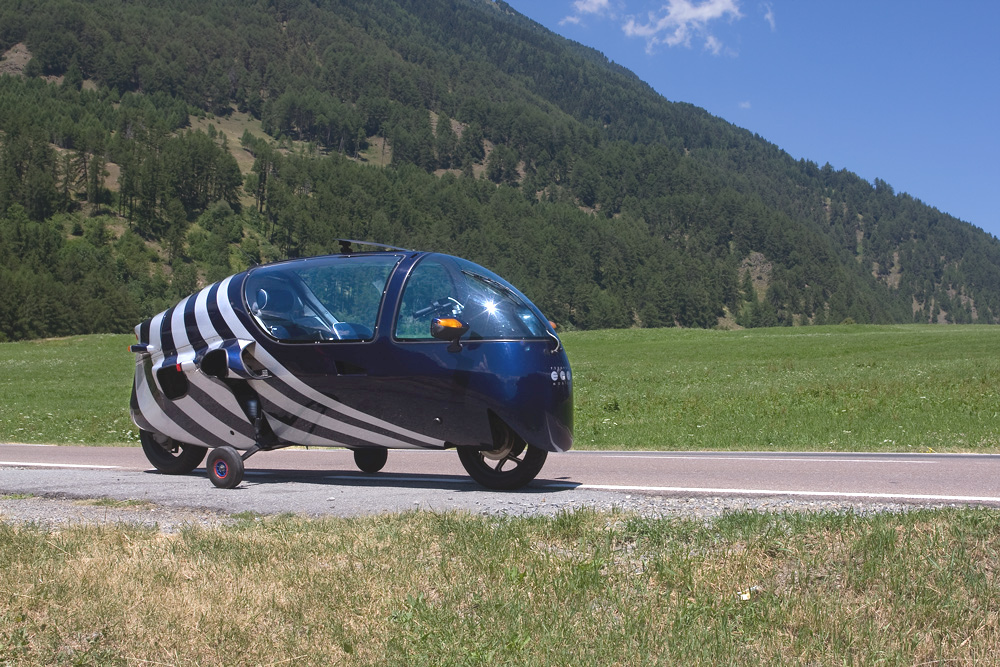
Peraves Ecomobile (im Stand mit ausgefahrenen Stützrädern)